# Gabriel Girotto Franco
Gabriel Girotto Franco (Campinas, 10 de julho de 1992), ou apenas Gabriel, é um futebolista brasileiro e italiano que atua como volante. Atualmente, atua pelo Red Bull Bragantino.

## Carreira

### Botafogo
Gabriel começou sua carreira no Paulínia em 2010, onde disputou o Campeonato Paulista da Segunda Divisão em 2010 e a Série A3 em 2011. Disputou pelo clube paulista a Copa São Paulo de Futebol Júnior de 2011, num grupo que também contava com o Botafogo. Sua atuação chamou a atenção do clube carioca, para onde se transferiu no mesmo ano, atuando das categorias de base.
Em 2012, Gabriel mostrando seu potencial nas categorias de base, foi promovido ao time principal do time carioca pelo técnico Oswaldo de Oliveira. Ao longo do tempo, Gabriel se destacou no elenco, ganhando a titularidade no elenco botafoguense.
Foi campeão carioca em 2013 invicto nos dois turnos.
Aos 22 anos, o jogador, que disputou 35 dos 38 jogos, terminou o Campeonato Brasileiro como o terceiro colocado no quesito desarmes: foram 131 vezes.
Gabriel foi convocado para a seleção brasileira em 2013 pelo técnico Alexandre Galo, mas não foi liberado pelo técnico Oswaldo de Oliveira, alegando que o volante, então titular, era muito importante para a sequência de 6 jogos do Botafogo, líder do campeonato brasileiro na data.
Em 15 de dezembro de 2014, Gabriel rescindiu com o clube carioca.

### Palmeiras
Em 26 de dezembro de 2014, Gabriel foi anunciado como jogador Palmeiras por empréstimo de dois anos com a opção de compra pelo time paulista. Após ter rescindido com o Botafogo, ele foi vinculado ao Monte Azul, time da Série A2 do Paulistão, assim sendo repassado por empréstimo ao clube alviverde. O jogador também foi procurado pelo Cruzeiro, campeão brasileiro de 2014.
Em 31 de janeiro de 2015, fez sua estreia pelo Palmeiras, numa vitória sobre o Audax por 3 a 1, em partida válida pelo Campeonato Paulista de 2015.
No primeiro semestre de 2015, o volante manteve a boa fase. Além de ter sido o jogador com mais duelos (21 partidas após o término do torneio estadual), Gabriel foi eleito o melhor volante do Paulista.
No meio do ano, quando ganhou uma música e o apelido de "Pitbull" da torcida, o atleta machucou gravemente o joelho esquerdo em um jogo válido pelo Campeonato Brasileiro de 2015, diante do Atlético Paranaense e ficou fora do restante da temporada.
O jogador foi campeão da Copa do Brasil com o Palmeiras no ano de 2015.
O jogador foi campeão do Campeonato Brasileiro com o Palmeiras no ano de 2016. Eleito craque da galera e melhor em sua posição no campeonato.
Em 5 de janeiro de 2017, em comum acordo com o Palmeiras, o contrato não foi renovado.

### Corinthians
No dia 13 de janeiro de 2017, Gabriel foi anunciado como novo reforço do Corinthians por quatro temporadas.
Estreou com a camisa do Corinthians em 18 de janeiro, na semifinal contra o Vasco da Gama, pelo torneio da Florida Cup de 2017.
No dia 22 de fevereiro de 2017, no clássico contra o Palmeiras, Gabriel, que já tinha cartão amarelo, foi expulso injustamente pelo árbitro Thiago Duarte Peixoto que achou que o volante havia puxado Keno em um contra-ataque do Palmeiras, mas quem fez isso foi Maycon.
Mesmo com um jogador a menos, o Corinthians conseguiu sair de campo com a vitória, contando com um gol de Jô, aos 42 minutos do segundo tempo. Em 6 de março, Gabriel teve sua expulsão anulada pelo TJD.
Marcou seu primeiro gol com a camisa alvinegra na vitória por 2 a 0 sobre o Luverdense, em jogo válido pela Copa do Brasil de 2017.
Em 7 de maio, conquistou o seu primeiro título com a camisa do Corinthians, o Campeonato Paulista de 2017.
No dia 15 de novembro de 2017, após vitória por 3 a 1 sobre o Fluminense, conquistou o Campeonato Brasileiro. Gabriel foi eleito o melhor volante da competição pelo Troféu Mesa Redonda.
Em 8 de abril de 2018, após vitória sobre o Palmeiras, por 1 a 0 no tempo normal, e 4 a 3 nos pênaltis, conquista o bicampeonato paulista pelo Corinthians.
Atingiu a marca de 100 jogos com a camisa alvinegra, no amistoso contra o Grêmio, em 8 de julho de 2018, e se declara ao Corinthians lendo carta à Fiel.
Pelo seu destaque na temporada, recebeu uma proposta do Al-Hilal. O jogador chegou a se despedir do clube paulista, mas teve seu contrato descumprido pelo clube árabe na chegada em Dubai, retornando ao Corinthians. 
Em 2 de maio de 2021, chegou a marca de 200 jogos com a camisa do Corinthians, em um empate por 2-2 contra o São Paulo, pelo Campeonato Paulista 2021.
Pelo Corinthians fez gol em todos os rivais de São Paulo, sendo o último contra o Santos em novembro de 2021.
Em 4 de fevereiro de 2022, o jogador se despediu dos companheiros do clube e no dia 10 de fevereiro, se despediu do clube em suas redes sociais. Foram 238 jogos e 8 gols com a camisa do clube paulista.
Gabriel deixa o Corinthians sendo líder em desarmes do Brasileirão.

### Internacional
Em 4 de fevereiro de 2022, o Internacional acertou a sua contratação, sendo anunciado oficialmente no dia 10 de fevereiro com um contrato de 2 temporadas. Foi apresentado no dia 11 de fevereiro.
Em agosto de 2022 Gabriel se torna líder de desarmes na Série A do Campeonato Brasileiro pelo Internacional.
Em 2022, mesmo com a lesão no meio do campeonato, foi o segundo maior desarmador do Brasileirão.
Jogou como capitão pela primeira vez na vitória de 3-1 contra o Flamengo e assumiu a posição de capitão ao longo de diversos jogos, se tornando peça fundamental no elenco e confiança do técnico Mano Menezes.
A torcida adota o apelido “RUF RUF” em alusão ao cão pitbull, em ótima fase do jogador como capitão do time em 2022.
Lançou em março de 2023 uma linha de materiais escolares, chamada “RUF RUF” para um projeto social. Os materiais foram distribuídos para estudantes de baixa renda de escolas públicas da Capital Gaúcha.
Em 04 de maio de 2023, após lesão, embarcou para o Catar, para realizar realizar tratamento no hospital Aspetar que é referência em recuperação.
No dia 16 de outubro de 2023 teve seu contrato renovado com o Internacional até dezembro de 2025.

### Athletico Paranaense
No dia 19 de abril de 2024, o Athletico Paranaense oficializou a contratação por empréstimo do jogador até o final do ano de 2024, a pedido do técnico Cuca.
Em sua passagem no Athletico Paranaense, Gabriel liderou a lista de maior média de passes certos no Brasileirão 2024  com uma média de 39.4 passes certos por jogo, atingindo impressionantes 90% de precisão. O atleta também somou um gol e fez três assistências.

### Retorno ao Internacional
Roger Machado, técnico do Internacional, pede a reintegração do atleta Gabriel. Porem, após retornar de empréstimo, em janeiro de 2025 o Inter anunciou o término de contrato de maneira antecipada com Gabriel. O atleta tinha vínculo com o Colorado até o final do ano. 

### Red Bull Bragantino
No dia 15 de janeiro de 2025, o Red Bull Bragantino anunciou a contratação do volante Gabriel. O contrato do volante com o Massa Bruta é válido até o fim de 2025. O atleta multicampeão e experiente foi anunciado como um grande reforço para o Massa Bruta, que ira disputar as competições estaduais e nacionais.
No campeonato Paulistão 2025, Gabriel se destacou entre os melhores da competição. Os números do Sofascore corroboram com a importância do jogador dentro de campo. Gabriel é o 9° melhor desarmador do Campeonato Paulista, sendo o 1° dentro do elenco do Massa Bruta. Além disso, o camisa 6 tem uma nota média de 7.04, a nona melhor no clube.
Em entrevista ao ge.globo, Gabriel destacou seu desejo de encerrar o jejum de títulos do clube, cujo último troféu foi a Série B do Campeonato Brasileiro em 2019, e afirmou que pretende transmitir aos mais jovens a importância de encarar o futebol com seriedade, comparando-o a um "prato de comida", ou seja, algo essencial na vida. Até então, o jogador somava 493 partidas na carreira profissional, sendo reconhecido pela liderança e comprometimento em campo.

## Estatísticas

### Clubes
| Clube             | Temporada         | Campeonato nacional | Campeonato nacional | Campeonato nacional | Copa nacional[a] | Copa nacional[a] | Copa nacional[a] | Competições continentais[b] | Competições continentais[b] | Competições continentais[b] | Outros torneios[c] | Outros torneios[c] | Outros torneios[c] | Total | Total | Total   |
| Clube             | Temporada         | Jogos               | Gols                | Assist.             | Jogos            | Gols             | Assist.          | Jogos                       | Gols                        | Assist.                     | Jogos              | Gols               | Assist.            | Jogos | Gols  | Assist. |
| ----------------- | ----------------- | ------------------- | ------------------- | ------------------- | ---------------- | ---------------- | ---------------- | --------------------------- | --------------------------- | --------------------------- | ------------------ | ------------------ | ------------------ | ----- | ----- | ------- |
| Botafogo          | 2012              | 22                  | 1                   | 0                   | 2                | 0                | 0                | —                           | —                           | —                           | 3                  | 0                  | 0                  | 27    | 1     | 0       |
| Botafogo          | 2013              | 27                  | 0                   | 0                   | 6                | 0                | 0                | —                           | —                           | —                           | 11                 | 0                  | 0                  | 44    | 0     | 0       |
| Botafogo          | 2014              | 35                  | 0                   | 0                   | 4                | 1                | 0                | 7                           | 0                           | 0                           | 6                  | 0                  | 0                  | 52    | 1     | 0       |
| Botafogo          | Total             | 84                  | 1                   | 0                   | 12               | 1                | 0                | 7                           | 0                           | 0                           | 20                 | 0                  | 0                  | 123   | 2     | 0       |
| Palmeiras         | 2015              | 16                  | 1                   | 0                   | 4                | 0                | 0                | —                           | —                           | —                           | 18                 | 1                  | 0                  | 38    | 2     | 0       |
| Palmeiras         | 2016              | 9                   | 0                   | 0                   | 4                | 1                | 0                | 3                           | 0                           | 0                           | 5                  | 0                  | 0                  | 21    | 1     | 0       |
| Palmeiras         | Total             | 25                  | 1                   | 0                   | 8                | 1                | 0                | 3                           | 0                           | 0                           | 23                 | 1                  | 0                  | 59    | 3     | 0       |
| Corinthians       | 2017              | 33                  | 1                   | 0                   | 6                | 1                | 0                | 6                           | 0                           | 0                           | 19                 | 0                  | 0                  | 64    | 2     | 0       |
| Corinthians       | 2018              | 25                  | 1                   | 0                   | 8                | 0                | 0                | 6                           | 0                           | 0                           | 20                 | 1                  | 0                  | 59    | 2     | 0       |
| Corinthians       | 2019              | 17                  | 0                   | 0                   | —                | —                | —                | 5                           |                             | 0                           | 4                  | 0                  | 0                  | 26    | 0     | 0       |
| Corinthians       | 2020              | 28                  | 2                   | 2                   | 1                | 0                | 0                | —                           | —                           | —                           | 5                  | 0                  | 0                  | 34    | 2     | 2       |
| Corinthians       | 2021              | 31                  | 2                   | 1                   | 4                | 0                | 0                | 2                           | 0                           | 1                           | 17                 | 0                  | 0                  | 54    | 2     | 2       |
| Corinthians       | 2022              | —                   | —                   | —                   | —                | —                | —                | —                           | —                           | —                           | 1                  | 0                  | 0                  | 1     | 0     | 0       |
| Corinthians       | Total             | 134                 | 6                   | 3                   | 19               | 1                | 0                | 19                          | 0                           | 1                           | 53                 | 1                  | 0                  | 238   | 8     | 4       |
| Internacional     | 2022              | 26                  | 0                   | 0                   | 1                | 0                | 0                | 9                           | 0                           | 0                           | 7                  | 0                  | 0                  | 43    | 0     | 0       |
| Internacional     | Total             | 26                  | 0                   | 0                   | 1                | 0                | 0                | 9                           | 0                           | 0                           | 7                  | 0                  | 0                  | 43    | 0     | 0       |
| Total na carreira | Total na carreira | 269                 | 8                   | 3                   | 40               | 3                | 0                | 39                          | 0                           | 1                           | 103                | 2                  | 0                  | 463   | 13    | 4       |

- a. ^ Jogos da Copa do Brasil
- b. ^ Jogos da Copa Libertadores e Copa Sul–Americana
- c. ^ Jogos do Campeonato Carioca, Campeonato Paulista e Campeonato Gaúcho

## Títulos
Botafogo
- Campeonato Carioca: 2013

Palmeiras
- Copa do Brasil: 2015
- Campeonato Brasileiro: 2016

Corinthians
- Campeonato Paulista: 2017, 2018 e 2019
- Campeonato Brasileiro: 2017

### Outras conquistas
Botafogo
- Taça Guanabara: 2013
- Taça Rio: 2013

## Prêmios individuais
| Ano  | Premiação                      | Prêmio                  | Time        | Resultado | Ref.   |
| ---- | ------------------------------ | ----------------------- | ----------- | --------- | ------ |
| 2013 | Seleção do Campeonato Carioca  | Melhor primeiro volante | Botafogo    | Venceu    | [ 43 ] |
| 2015 | Seleção do Campeonato Paulista | Melhor primeiro volante | Palmeiras   | Venceu    | [ 6 ]  |
| 2015 | Troféu Armando Nogueira        | Melhor primeiro volante | Palmeiras   | Venceu    | [ 44 ] |
| 2017 | Bola de Prata                  | Melhor primeiro volante | Corinthians | 5º lugar  | [ 45 ] |
| 2017 | Troféu Mesa Redonda            | Melhor primeiro volante | Corinthians | Venceu    | [ 17 ] |